# Kritiek op Windows Vista
Windows Vista heeft veel kritiek ontvangen van reviewers en gebruikers. Dit onder andere op problemen met beveiliging, privacy, performance, hardwareondersteuning, en productactivatie.

## Beveiliging
Volgens een verslag van beveiligingsbedrijf Symantec in juli 2006 zou een groot gedeelte van nieuwe code instabiliteit en beveiligingsproblemen kunnen veroorzaken. Het verslag claimt dat "Microsoft een groot gedeelte van bekende, goede code verwijderd heeft en vervangen heeft door nieuwe code, compleet met nieuwe problemen en defecten". Als een reactie daarop, verwierp Microsoft die claims. Symantec erkent dat alle bugs zijn verholpen maar verwacht dat, "terwijl Microsoft de bugs verhelpt, nog steeds nieuwe problemen gevonden zullen worden voor de komende tijd. Een protocol stack is een complex stuk code, dat jaren ontwerpen vereist". IPv6-tunneling- en peer-to-peersoftware werden verder nog als aanvullende problemen aangemerkt. McAfee claimt zelfs dat Vista minder beveiligingsdicht zal zijn dan XP. Sommige critici zijn volgens CNET niet enthousiast over Vista, omdat "Vista over het algemeen alleen basisbeveiliging biedt en niet het beste van zijn klasse is".

### Gebruikersaccountbeheer
Er is veel kritiek over de UAC-functie (User Account Control, oftewel Gebruikersaccountbeheer) van het besturingssysteem. Een scherm van UAC komt op als men een applicatie wil starten welke Microsoft niet herkent. Deze vraagt vervolgens de gebruiker toestemming om door te gaan met de desbetreffende applicatie. Dit leidt tot irritatie bij veel gebruikers. Microsoft raadt softwareontwikkelaars aan om programma's zo te schrijven dat ze UAC niet veel zullen gebruiken. Echter, omdat alle gebruikers standaard administratorrechten hebben in vorige versies van Windows, hebben veel ontwikkelaars hun software (nog) niet aangepast. Vooral gebruikers van oudere programma's krijgen vaak te maken met UAC.
Alhoewel Microsoft verbeteringen heeft aangebracht in UAC, kan UAC vrij makkelijk worden uitgeschakeld in het configuratiescherm. Dit leidt echter tot de uitsluiting van bepaalde Vista-applicaties zoals de Protected Mode in Internet Explorer 7. Ook wordt met het uitschakelen van de UAC de Registry Virtualization uitgeschakeld. Deze applicatie zorgt ervoor dat wijzigingen in het register door bepaalde programma's niet direct worden toegepast op het echte register van Vista.

### Elektronische handtekening
In 64 bit-varianten van Vista kunnen alleen gesigneerde stuurprogramma's in kernelmodus geïnstalleerd worden. Dit kan moeilijk worden aangepast door systeembeheerders. Dit leidt er vaak toe dat ontwikkelaars van programma's hun programmatuur een WHQL Test moeten laten ondergaan. Hiervoor moet de ontwikkelaar Microsoft betalen. Ook als een WHQL-test niet nodig is zal vaak toch nog een Software Publisher Certificate gekocht moeten worden van Microsoft. Alleen stuurprogramma's voorzien van een digitale handtekening, herkend door Microsoft, zullen dus geïnstalleerd kunnen worden. Alhoewel dit gezien wordt als een goede beveiligingsmaatregel leidt het volgens sommigen ook tot vermindering van compatibiliteit met – vooral – oudere software en opensourcesoftware.

## Digitaal copyright
Een ander veel gehoord kritiekpunt is het invoegen van nieuwe Digital Rights Managementprotocollen in Vista, met name in de videosectie. Deze bevatten onder andere High-Bandwith Digital Content Protection (HDCP) en Image Constraint Token (ICT), die de kwaliteit van hd-dvd's en blu-ray kunnen inperken. Deze protocollen zijn toegevoegd door een overeenkomst van Microsoft met Hollywood. Microsoft claimt dat filmstudio's en makers van "premium content" het afspelen van hun media alleen zullen toestaan op pc's met voldoende bescherming. Dit zal ertoe leiden dat beveiligde media in hd-dvd en blu-ray pas kunnen worden afgespeeld in 2010.
Volgens het Protected Video Path moeten "beveiligde" media die over links gaan moeten worden gecodeerd. Dit heet User-Accesible Bus (AUB). Ook moeten alle apparaten die in aanraking komen met "premium content" (zoals videokaarten) gecertificeerd worden door Microsoft. Voordat het afspelen begint worden alle zulke apparaten gescand door Hardware Functionality Scan (HFS), om vast te stellen of deze wel goed zijn, en of er niet mee gespeeld is. Apparaten moeten signalen die niet beschermd worden door HDCP uitschakelen of drastisch in kwaliteit verlagen. Daarbij houdt Microsoft een lijst bij van apparaten die volgens hen niet goed zijn. Deze lijst komt aan bij de gebruikers via reguliere updates. Als een gebruiker een dergelijk apparaat heeft, dan zal de gebruiker geen video's in hoge kwaliteit kunnen afspelen.

## Performance
Volgens Microsoft "kunnen vrijwel alle computers die tegenwoordig in de handel zijn Vista als besturingssysteem draaien, en zullen computers gebouwd na 2005 Vista makkelijk moeten kunnen ondersteunen". Veel nieuwe functies van Vista, zoals Aero interface, leiden echter tot veel CPU-verbruik bij veel gebruikers. Volgens Elizabeth Judge "kan zelfs maar 5% van de Britse pc-markt deze functies aan". Natuurlijk zal dat aandeel echter na verloop van tijd alsmaar groter worden, aangezien goede hardware nodig voor het draaien van Vista steeds goedkoper wordt als gevolg van de reguliere technische ontwikkelingen. Toch doet Vista over typische applicaties langer om ze te verwerken dan Windows XP dat zou doen.

### Performance van bestandsoverdracht
Direct na uitgave van Vista deed het besturingssysteem langer over basishandelingen als knippen, plakken en kopiëren dan andere besturingssystemen. Na 6 maanden gaf Microsoft een beveiligings- en betrouwbaarheidsupdate uit, welke vervolgens werd verspreid via Windows Update en later werd verwerkt in Service Pack 1. Toch bleek uit een benchmark dat de snelheid weliswaar verbeterd was ten opzichte van de eerste uitgave, maar nog steeds niet de snelheid van XP haalde. Er wordt echter getwijfeld over de betrouwbaarheid van deze benchmark.
Het kan ook zijn dat het slechts lijkt alsof de handelingen langzamer zijn. Dit komt doordat XP soms de neiging heeft om het bestandsoverdrachtscherm te sluiten nog vóórdat de eigenlijke overdracht compleet is.

### Gameperformance
In de begindagen van Vista hadden veel gamers last van een lagere fps (aantal beelden per seconde) dan in Windows XP. Dit is voornamelijk te wijten aan de enigszins primitieve stuurprogramma's die Vista gebruikt om een GPU aan te sturen, en doordat de systeemeisen voor Vista zelf al redelijk hoog liggen. Met de nieuwe Service Pack 1 lijken deze problemen opgelost.

### Laptopbatterijen
Door de nieuwe functies van Vista wordt het energieverbruik omhoog gejaagd. Gebruikers van laptops merken hier het meest van, aangezien hun batterij erdoor sneller leeg raakt. Met name Windows Aero zorgt voor een toename in het energieverbruik. De Aero-functie is uit te schakelen, maar staat standaard aan. Richard Shim, een analist bij IDC merkte echter op dat "met de uitgave van elk nieuw besturingssysteem de systeemeisen omhoog gaan, en daarmee ook het energieverbruik. Dat was zo met Windows XP, en ook met Windows 98".

## Software- en hardwareondersteuning

### Software
Veel oudere software is niet compatibel met Windows Vista. Volgens Cisco "zal Vista een hoop problemen oplossen, maar is er voor iedere actie een reactie en zijn er onvoorziene neveneffecten en mutaties. Netwerken kunnen kwetsbaarder worden."
PC World merkt op dat "problemen met softwareondersteuning en bugs Microsoft er van weerhouden verder te werken aan een nieuw besturingssysteem".
Het Amerikaanse ministerie van Transport heeft het haar werknemers verboden hun werk-pc's te upgraden naar Vista, vanwege "problemen met de compabiliteit".
Ook de Universiteit van Pittsburgh geeft aan grote problemen te hebben met de compatibiliteit.
Er zijn tot juli 2007 circa tweeduizend applicaties getest die compatibel zijn met Vista. Microsoft heeft een lijst gepubliceerd van softwareapplicaties die volgens hen "werken met Vista", alsmede een lijst van applicaties die "gecertificeerd is voor Vista".